# Trofeu de Frontó Enerhi
El Trofeu de Frontó Enerhi —anomenat fins 2021 Trofeu President de la Diputació de València— és un torneig de frontó valencià organitzat per la Fundació per la Pilota Valenciana amb el patrocini de l'empresa Enerhi; a l'origen, l'organitzà l'empresa de pilota ValNet, substituïda per la FUndació i sempre amb el suport de la Diputació de València, la qual donà nom al torneig durant les setze primeres edicions.
El sistema de competició és de 6 parelles, cadascuna representant un ajuntament, jugant-se la classificació a la final en 2 semifinals a partida única.
L'any 2019, De la Vega revalidà el títol a casa junt amb Adrián de Museros en véncer 41 per 34 a Pere Roc i Alejandro: encara que els últims dominaren al començament de la partida, conforme Adrián entrà en el joc mentre De la Vega suportava el pes, els rojos guanyaren avantatge en respondre millor davant la improvisació dels atacs contraris que els blaus; esta fou l'última participació d'Adrián (llavors amb quaranta-tres anys) en el campionat.

## Història
Álvaro de Faura és qui més finals ha jugat i ha guanyat (cinc victòries de huit disputades), igualat amb Puchol II (cinc de cinc, una en parella amb Álvaro) i seguit per Montesa (quatre de sis), De la Vega (quatre de sis) i Genovés II (dos de sis):
| #  | A.   | Campions                      | Res.  | Subcampions                     | Frontó     |
| -- | ---- | ----------------------------- | ----- | ------------------------------- | ---------- |
| 17 | 2022 | Pere Roc II i Àlex de Paterna | 41—?  | De la Vega i Guillermo          | Almussafes |
| 16 | 2021 | De la Vega i Adrián de Quart  | 41—24 | José Salvador i Àlex de Paterna | Almussafes |
| 15 | 2020 | De la Vega i Bueno            | 41—29 | Genovés II i Alejandro          | Almussafes |
| 14 | 2019 | De la Vega i Adrián II        | 41—34 | Pere Roc II i Alejandro         | Almussafes |
| 13 | 2018 | De la Vega i Carlos M.        | 41—15 | Genovés II i Adrián II          | Almussafes |
| 12 | 2017 | Puchol II i Roberto           | 41—34 | Pere Roc II i Pasqual II        | Almussafes |
| 11 | 2016 | Puchol II i Lemay             |       | De la Vega i Pasqual            |            |
| 10 | 2015 | Fageca i Montesa              |       | Adrián III i Àlex               |            |
| 9  | 2014 | Puchol II i Àlex              |       | Álvaro i Montesa                |            |
| 8  | 2013 | Álvaro i Santi                |       | Adrián II i Herrera             |            |
| 7  | 2012 | Puchol II i Montesa           | 17—11 | Álvaro i Jesús                  | el Puig    |
| 6  | 2011 | Álvaro i Puchol II            | 41—27 | Núñez i Montesa                 | el Puig    |
| 5  | 2010 | Genovés II i Montesa          | 41—37 | Núñez i Raül II                 | el Puig    |
| 4  | 2009 | Genovés II i Montesa          | 41—34 | Álvaro i Espinol                | el Puig    |
| 3  | 2008 | Álvaro i Fageca               | 41—36 | Genovés II i Espinola           | el Puig    |
| 2  | 2007 | Álvaro i Espinola             | 41—37 | Genovés II i Raül II            | Albal      |
| 1  | 2006 | Álvaro i Espinola             | 41—15 | Cervera i Lemay                 | Toixa      |